# STS-130
STS-130 foi uma missão da NASA realizada pelo ônibus espacial Endeavour, com o objetivo de acoplar o Módulo Tranquility (antes denominado como "Node 3") e a Cúpula da Estação à Estação Espacial Internacional. 
O lançamento ocorreu em 8 de fevereiro de 2010 .
e foi a missão 20A para a construção da ISS e a penúltima do Endeavour.

## Tripulação
| Posição                  | Astronauta       |
| ------------------------ | ---------------- |
| Comandante               | George Zamka     |
| Piloto                   | Terry Virts      |
| Especialista de missão 1 | Robert Behnken   |
| Especialista de missão 2 | Kathryn Hire     |
| Especialista de missão 3 | Nicholas Patrick |
| Especialista de missão 4 | Stephen Robinson |

## Objetivos
Acoplar a ISS, o Módulo Tranquility, que ampliará o espaço habitável para a tripulação e unido ao mesmo a Cúpula, que  proporcionará uma visão panorâmica para observar e dirigir operações no exterior da estação espacial. Penúltimo voo da Endeavour e o último planejado para ocorrer de madrugada .

## Pré-Lançamento
No dia 6 de janeiro de 2010  o Endeavour foi posicionado na Plataforma de Lançamento 39-A, dando continuidade aos preparativos para o lançamento. A distância de 5,5 km, entre o hangar de estacionamento e manutenção e a  plataforma de lançamento, foi percorrida em 6 horas e 24 minutos. 
Em 24 de janeiro de 2010 a NASA confirmou o início da missão para o dia 7 de fevereiro . Em 7 de fevereiro a poucos minutos do início da missão, o céu encoberto no KSC obrigou o adiamento do lançamento para o dia seguinte .

## Dia a dia
8 de fevereiro - Segunda-feira

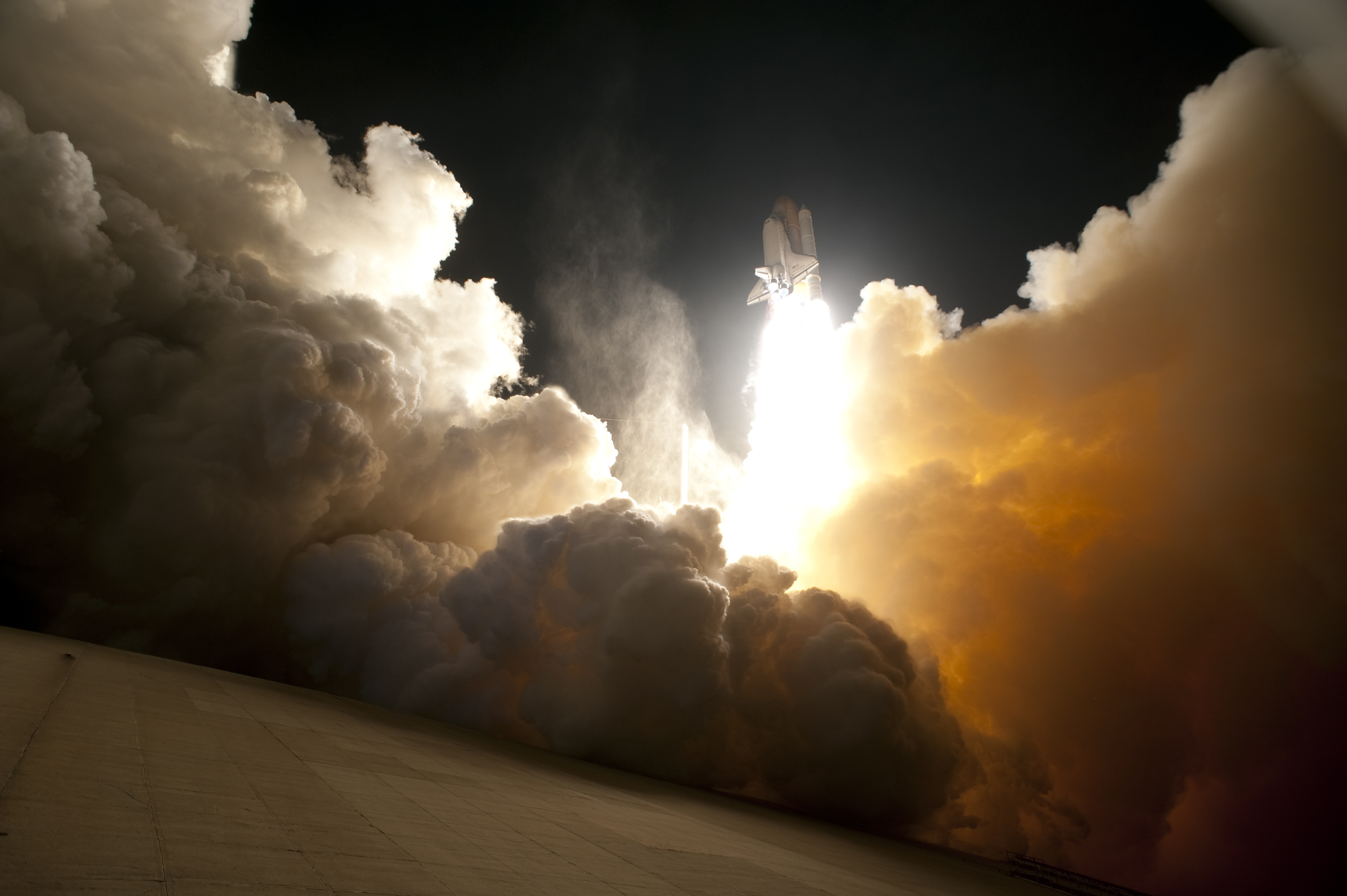
Lançamento noturno da missão STS-130 da plataforma 39A do Centro Espacial Kennedy

O ônibus espacial Endeavour partiu com sucesso rumo à Estação Espacial Internacional, após um dia de atraso em virtude de nuvens que cobriam a região onde está localizado o Centro Espacial Kennedy, na Flórida. Este foi o último lançamento noturno de um ônibus espacial e o 24º vôo do Endeavour.
É realizado a checagem no escudo da espaçonave, feito com o braço robô do Endeavour.

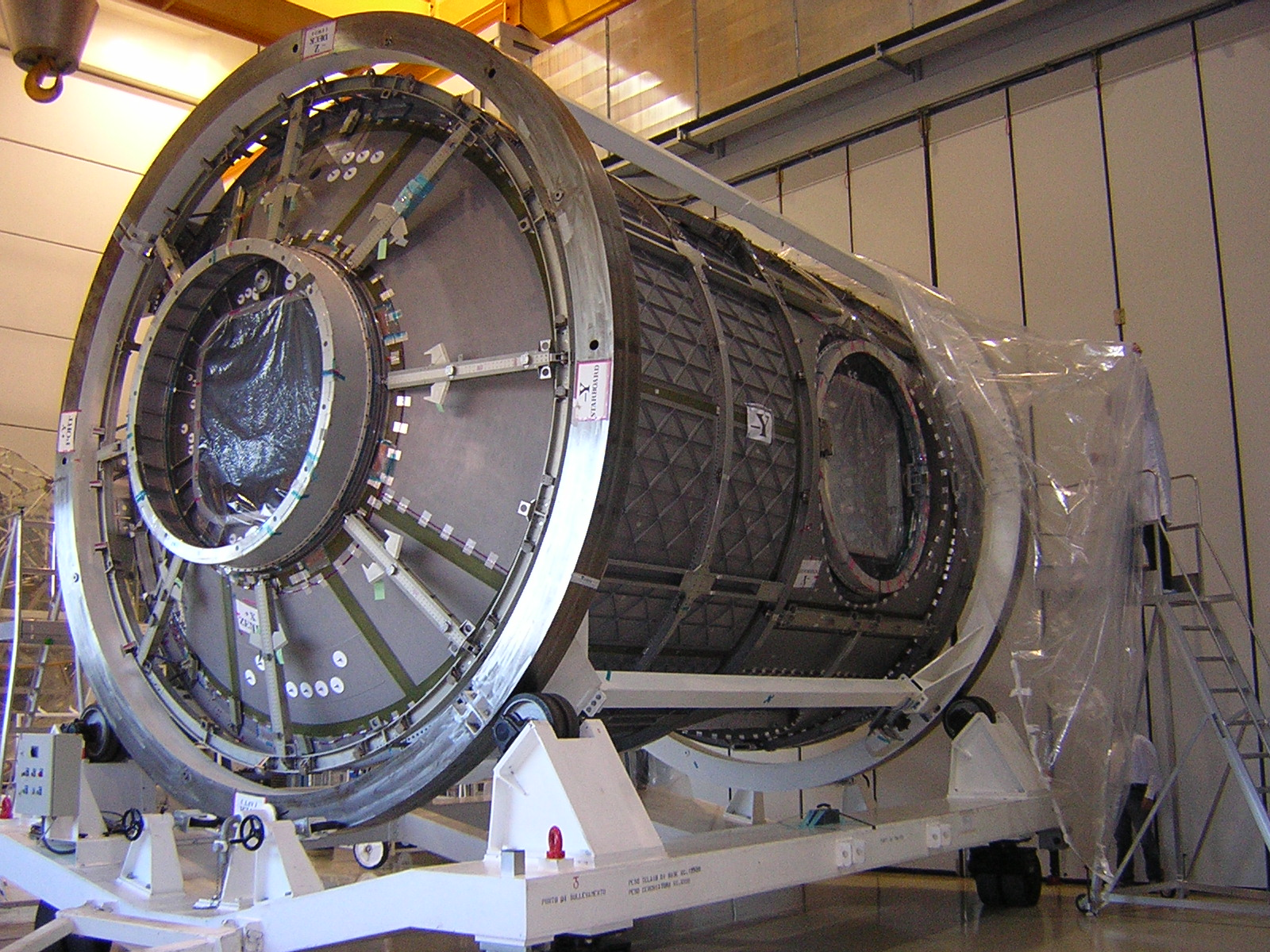
Módulo Tranquility

9 de fevereiro - Terça-feira
10 de fevereiro - Quarta-feira
11 de fevereiro - Quinta-feira
12 de fevereiro - Sexta-feira
13 de fevereiro - Sábado
14 de fevereiro - Domingo

## Referências

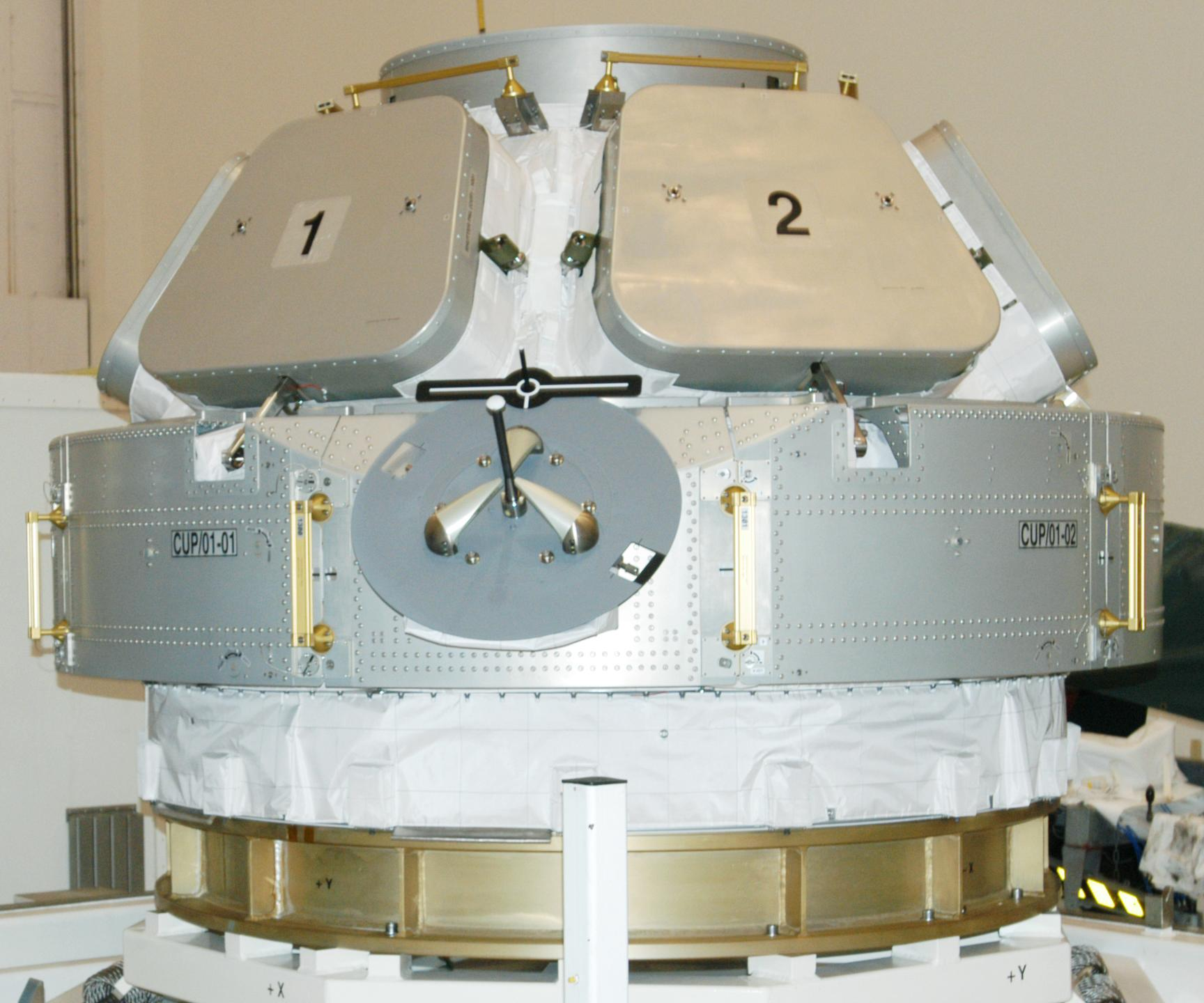
A Cúpula no Kennedy Space Center